# Exoprosopa pectoralis
Exoprosopa pectoralis är en tvåvingeart som beskrevs av Friedrich Hermann Loew 1862. Exoprosopa pectoralis ingår i släktet Exoprosopa och familjen svävflugor. Inga underarter finns listade i Catalogue of Life.